# Segusino
Segusino ist eine nordostitalienische Gemeinde (comune) mit 1813 Einwohnern (Stand 31. Dezember 2023) in der Provinz Treviso in Venetien. Die Gemeinde liegt etwa 35 Kilometer nordwestlich von Treviso am Piave und grenzt unmittelbar an die Provinz Belluno.

## Geschichte
Segusino ist eine der Fundstellen von Relikten der Neandertaler.
983 wurde der Ort erstmals urkundlich durch den Bischof von Vicenza erwähnt.

## Gemeindepartnerschaften
Segusino unterhält Partnerschaften mit der mexikanischen Gemeinde Chipilo im Bundesstaat Puebla (seit 1982) und mit der französischen Gemeinde Saint-Jory im Département Haute-Garonne.